# Voreia Kynouria
Voria Kynouria (in greco Βόρεια Κυνουρία?) è un comune della Grecia situato nella periferia del Peloponneso (unità periferica dell'Arcadia) con 11 589 abitanti secondo i dati del censimento 2001

## Località
Il comune è formato dall'insieme delle seguenti località:
- Agia Sofia
- Agios Andreas (Agios Andreas, Arkadiko Chorio, Paralia Agiou Andreou)
- Agios Georgios (Aetochori, Vathia, Melissi)
- Agios Petros (Agios Petros, Moni Malevis, Xirokampi)
- Astros (Astros, Agios Ioannis, Agios Stefanos, Varvogli, Iera Moni Loukous, Chantakia)
- Charadros (Charadros, Agioi Asomatoi)
- Doliana (Ano Doliana, Dragouni, Kato Doliana, Kouvlis, Prosilia, Rounaiika)
- Elatos
- Karatoulas Kynourias
- Kastanitsa
- Korakovouni (Korakovouni, Neochori, Oreino Korakovouni)
- Koutroufa
- Meligou (Oreini Meligou, Agia Anastasia, Portes, Cheimerini Meligou)
- Mesorrachi
- Nea Chora
- Oria
- Paralio Astros
- Perdikovrysi
- Platana
- Platanos
- Prastos (Prastos, Agios Panteleimon, Moni Eortakoustis)
- Sitaina
- Stolos (Stolos, Fountoma)
- Vervena (Vervena, Kato Vervena)
- Xiropigado (Xiropigado, Metamorfosi, Plaka)